# 雄物川
雄物川（日语：／ Omonogawa */?）是流經秋田縣南半部的雄物川水系之主流，指定為一級河川。

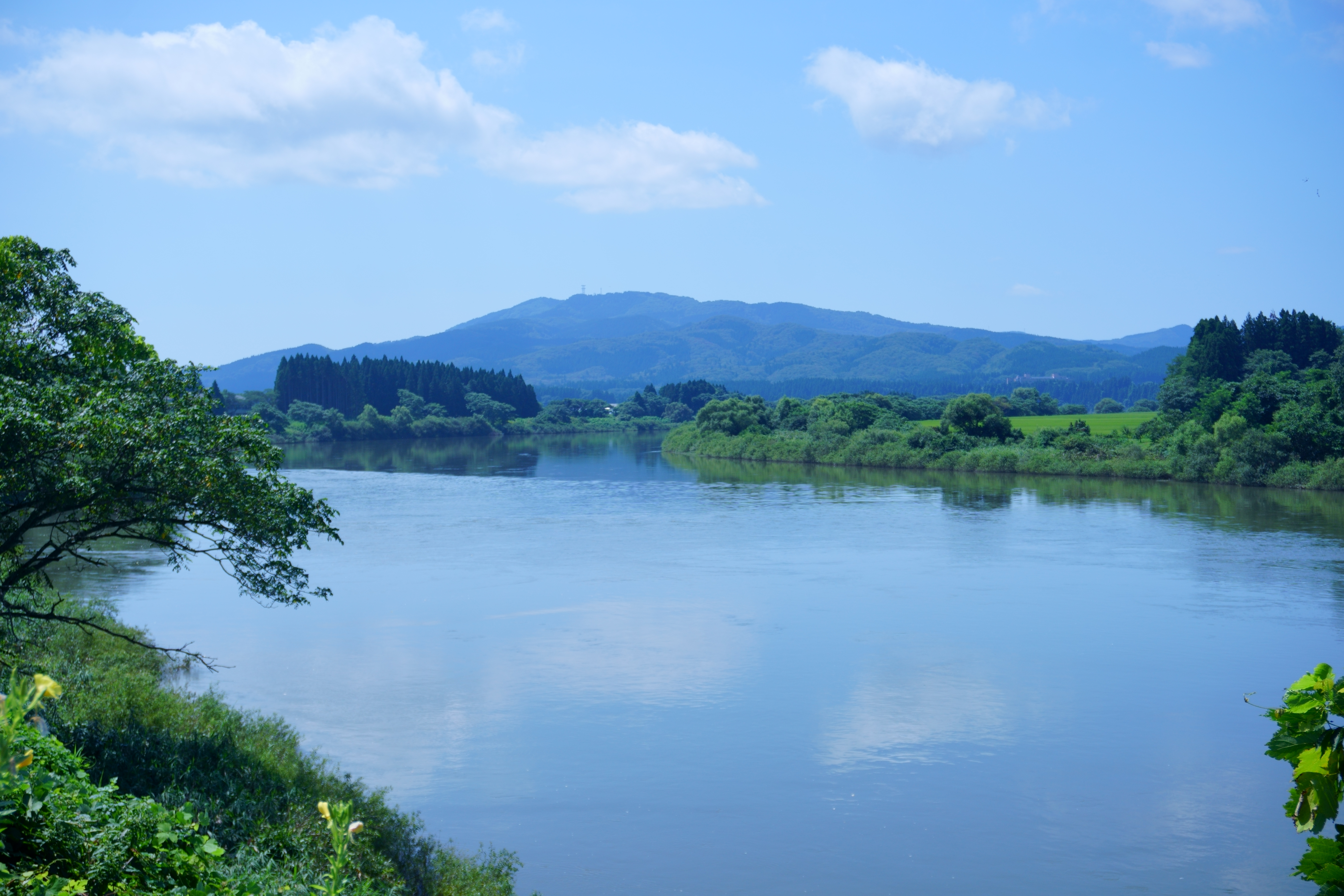
雄物川與高尾山

## 地理
發源自秋田縣湯澤市和山形縣最上郡真室川町的縣境付近的大仙山，和十分一澤川以及南澤川合流成為雄物川。在穀倉地帶的橫手盆地往北流，在大仙市大曲付近和玉川合流後流路往西。在出羽丘陵蛇行往西北，進入秋田市出平原後，流經秋田市街南部，在秋田市新屋町注入日本海。

## 流域自治體
秋田縣
- 湯澤市、雄勝郡羽後町、橫手市、大仙市、秋田市

## 支流
- 雄勝川
- 役內川
- 高松川
- 皆瀨川
  - 駒形黑澤川
  - 成瀨川
- 横手川
  - 山內黑澤川
- 丸子川
- 玉川
  - 檜木內川
  - 生保內川
- 楢岡川
- 淀川
  - 荒川
- 岩見川
  - 三內川
- 舊雄物川（秋田運河）
  - 旭川
  - 草生津川

## 關連項目
- 玉川溫泉

## 外部連結
- 雄物川 （页面存档备份，存于） - 国土交通省